# 方根書簡
《方根書簡》（以符號表示為√Letter）是由日本公司角川遊戲開發，並在PlayStation Vita與PlayStation 4遊戲主機以及Windows上發售的神祕小說冒險遊戲。
本作為角川游戏企划的“角川推理游戏”系列之首部曲。日文版與中文版同步於2016年6月16日發售；游戏在2016年10月于欧洲发售，11月于北美发售。

## 开发
《方根书简》由角川游戏工作室（KADOKAWA GAME STUDIO）开发，本作於2015年11月举办的“2015年秋季角川游戏媒体简会”上由角川游戏的社长安田善巳公布，他也是本作的制作人。本作由曾担任著名恋爱养成游戏《LovePlus》系列人设的箕星太朗担任企划及人设。
游戏开发的契机来自社长 安田善巳 与友人协商如何共用游戏的方式推广其家乡岛根县，后来在遇到了箕星太朗和本作的监督 长谷川仁 时，三人确定了本作的大致方向，而游戏的故事交由日本作家 藤 Dario 编写。
在2016年的台北游戏展上，索尼电脑娱乐亚洲日本宣布与角川游戏合作，将推出本作的繁体中文化版本。
游戏在2017年4月1日通过DMM.com发售了Windows版本。

## 评价
《方根书简》获得日本游戏杂志《Fami通》32分（满分40分）的评价。中国大陆游戏杂志《游戏机实用技术》给出了21分（满分30分）的评价，编辑们赞同游戏的美术和音乐水准，但对于作为一款文字冒险游戏核心的故事剧本则表示不尽人意。
游戏在日本发售后，根据4Gamer的统计其首周销量，PlayStation Vita版本卖出4,855份实体版游戏，而PlayStation 4版本卖出4,052份；分别在当周销量榜排名第11和第14位。

## 外部連結
- 《方根書簡》官方網站 （页面存档备份，存于）
- 《方根書簡》在視覺小說數據庫的頁面 （英文）